# Гнила шкіра
«Гнила шкіра» (давньоскан. Morkinskinna, дослівно «зацвіла шкіра») - королівська сага про історію норвезьких конунгів приблизно з 1025 по 1157, написана в Ісландії приблизно в 1220.
Сага збереглася на єдиному манускрипті GKS 1009 fol (приблизно 1275) і зберігається в Королівській бібліотеці Данії в Копенгагені. У Данію книгу привіз Тормод Торвасон (давньоскан. Þormóður Torfason) в 1662.

## Зміст
У збереженому вигляді оповідання саги починається в 1025 або 1026 і несподівано обривається на 1157 на смерті Сігурда II. Ймовірно, що оригінал закінчувався пізніше, в 1177, там де закінчують своє оповідання Красива шкіра і Коло земне, використовувані як одне з джерел «Гнилою шкірою».
По змісту самої саги, текст рясніє цитатами скальдичної поезії  і ряду ісландських пасм.
 Нижче наведено список глав. 

### Магнус I(пр. 1035-1047)
1. Тут починається сага про Магнуса (давньоскан. Magnús) і Харальда (його дядькаі)
2. Про Свейна (давньоскан. Sveinn)
3. Про бенкети конунга Магнуса
4. Про конунга Магнуса
5. Про оголошення війни Магнусу і про герцога
6. Конунг Магнус в Ютландії
7. Про перебування конунга Магнуса в Ютландії
8. Як конунг Гаральд ставив вітрило, коли прийшов у Skáney
9. Про подорожі Гаральда
10. Про Norðbrikt (= подорожі Гаральда)
11. Про оголошення війни
12. Про набіги Norðbrikt і ярла Gyrgir
13. Подорож Гаральда до Єрусалима
14. Про зустріч конунга Магнуса з Гаральдом
15. Злослів*я Торкела (давньоскан. Þorkell)
16. Про конунга Магнуса
17. Як конунг Магнус дарував графство на Ormr
18. На диспуті конунгів
19. Про конунга
20. Про Þorsteinn Hallsson
21. Про конунгів
22. Хороша рада конунга Гаральда
23. Про конунга Магнуса і Margét
24. Пасмо про Хрейдара Дурня (давньоскан. Hreiðars þáttr heimska)
25. Як конунги творили спустошення і як королева-мати дарувала полоненому його життя
26. Конунг Магнус вмирає (1047)
27. Haraldr's thingmeeting
28. Похоронний вояж конунга Магнуса

### Гаральд III(пр. 1047-1066)
29. Haraldr's thingmeeting
30. Пасмо про Халльдора сина Сноррі (давньоскан. Halldórs þáttr Snorrasonar)
31. У поході конунга Гаральда на Данію
32. Про конунга Гаральде
33. Про розбрат конунга і Ейнарра Тамбаршелфіра (давньоскан. Einarr Þambarskelfir)
34. Про ісландця
35. Про мудру пораду конунга Гаральда
36. Як Auðunn із Західного фіорда приніс ведмедя конунга Свену 
 Пасмо про Аудун з Західних фіордів (давньоскан. Auðunar þáttr vestfirzka)
37. Про конунга Харальда і Upplanders
38. Про конунга Харальда і Відкриторукого (давньоскан. Brandr örvi)
39. Про конунга Харальда
40. Про сказання ісландця (Пасмо про ісландців-Сказителей (давньоскан. Íslendings þáttr sögufróða)
41. Про подарунок Þorvarðr krákunel вітрила конунгу Харальду
42. Про конунга Харальда і Гакона
43. Пасмо про зухвалого Халлі (давньоскан. Sneglu-Halla þáttr)
44. (Конунг зіткнувся з людиною в човні)
45. (Про конунга Харальда і дорогого друга Труггве Притворщика (давньоскан. Tryggvi Óláfsson))
46. (Про Гізурра Іслейфсунна)
47. Про Stúfr enn blindi
48. Про Oddr Ófeigsson
49. Як так вийшло, що конунг Харальд вирушив на захід
50. Зрада конунгу Харальду
51. Олаф Харальдссун (давньоскан. Óláfr Haraldsson) повертається до Норвегії
52. Смерть конунга Гарольда II Годвінсона (1066)

### Олаф III(пр. 1067-1093)
53. Сага про конунга Олафа тихого (давньоскан. Óláfr kyrri)
54. Про конунга Олафа і Людину-ворона (давньоскан. Kráku-karl)

### Магнус III(пр. 1093-1103)
55. Сага про конунга Магнуса Голоногого (давньоскан. Magnús berfœttr)
56. Про конунга Магнуса і Sveinki Steinarsson
57. Про конунг Магнус творить спустошення
58. Про конунга Магнуса
59. Про смерть конунга Магнуса

### Сігурд I,ОлафіЕйстейн I(пр. 1103-1130)
60. Початок правління сина конунга Магнуса
61. Історія про пригоди конунга Сігурда
62. Про дари імператора Kirjalax (Олексій I Комнін)
63. Про бенкети конунга Сігурда
64. Про конунга Ейстейна
65. Про конунга Ейстейна і Ívarr
66. Про генеалогію конунга
67. Про сон конунга Сігурда
68. Угоди конунга Ейстейна і Інгімарра з Ásu-Þorðr
69. Смерть конунга Олафа Магнуссона (давньоскан. Óláfr Magnússon) (+1115)
70. Облік угод між конунгом Сигурдом і конунгом Ейстейном (Сага про Тінг (давньоскан. Þinga saga))
71. Змагання конунгів
72. Про Þórarinn stuttfeldr
73. Про смерть конунга Ейстейна (1123)
74. Про конунга Сигурда і Óttarr
75. Про конунга Сигурда і Erlendr
76. Про Гаральда Гіллі
77. Про конунга Сигурда і Ослока-півня (давньоскан. Áslák hani)
78. Про конунге Сігурда
79. Про парі між Магнусом і Харальдом
80. Про конунга Сігурда і єпископа Магні
81. Смерть конунга Сігурда (+1130)

### Харальд IV(пр. 1130-6) іМагнус IV(пр. 1130-5, 1137-9)
82. Про Харальда і Магнуса
83. Дарунки конунга Харальда єпископу Магнусу
84. Історія Сігурда-Неспокійного дяка (давньоскан. Sigurðr slembidjákn)
85. Про Сігурда неспокійного
86. Вбивство конунга Харальда (Сігурдом Неспокійним в 1136 рік)
87. Про конунга Сігурда Неспокійного

### Сігурд II(1136-1155)
88. Про сина конунга Харальда
89. Про Сігурда
90. Про конунга Сігурда Неспокійного
91. Лист конунга Інги
92. Про Сігурда Неспокійного
93. Про конунга Сігурда Неспокійного
94. Вбивство Óttarr birtingr
95. ---
96. Про конунга Сігурда
97. Про конунга Ейстейна
98. Вбивство Geirsteinn
99. ---
100. Смерть конунга Сігурда (1155)

## Видання
- Morkinskinna  / Під ред. Фіннюра Йоунссона. Копенгаген, 1932.

PDF файл з сайту septentrionalia.net [Архівовано 20 травня 2008 у Wayback Machine.]
- Morkinskinna: The Earliest Icelandic Chronicle of the Norwegian Kings (1030-1157) . - Теодор Мурдок Андерссон і Карі Еллен Гаде // Видавництво Корнелльского університету, 2000. ISBN 0-8014-3694-X

Google Books  Morkinskinna  [Архівовано 26 червня 2014 у Wayback Machine.]